# Robert Browning

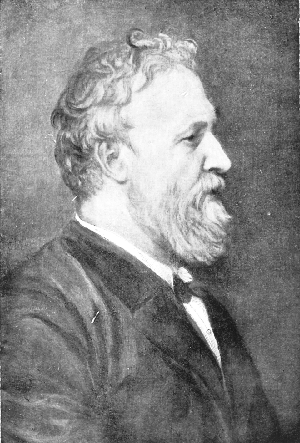
Robert Browning

Robert Browning (Camberwell, Surrey, Inglaterra; 7 de maio de 1812 – Veneza, 12 de dezembro de 1889) foi um poeta e dramaturgo inglês. Foi casado com a poeta Elizabeth Barrett, autora dos famosos Sonnets from the Portuguese. Também foi publicado um livro com as cartas trocadas entre os dois.
Disse Browning: "A vida tem uma significação e o meu dia a dia é procurá-la".

## Trabalhos
- Pauline: A Fragment of a Confessión (1833)
- Paracelsus (poema) (1835)
- Strafford (teatro) (1837)
- Sordello (1840)
- Bells and Pomegranates No. I: Pippa Passes (teatro) (1841)
- Bells and Pomegranates No. II: King Victor and King Charles (teatro) (1842)
- Bells and Pomegranates No. III: Dramatic Lyrics (1842) 
  - "Porphyria's Lover"
  - "Soliloquy of the Spanish Cloister"
  - "My Last Duchess"
- Bells and Pomegranates No. IV: The Return of the Druses (teatro) (1843)
- Bells and Pomegranates No. V: A Blot in the 'Scutcheon (teatro) (1843)
- Bells and Pomegranates No. VI: Colombe's Birthday (teatro) (1844)
- Bells and Pomegranates No. VII: Dramatic Romances and Lyrics (1845) 
  - "How They Brought the Good News from Ghent to Aix"
  - "The Bishop Orders His Tomb at Saint Praxed's Church"
- Bells and Pomegranates No. VIII: Luri e A Soul's Tragedy (teatro) (1846)
- The Pied Piper of Hamelin (1849)
- Christmas-Eve and Easter-Day (1850)
- Men and Women (colectânea de poesia) (1855) 
  - "A Toccata of Galuppi's"
  - "Childe Roland to the Dark Tower Came"
  - "Fra Lippo Lippi"
  - "Andrea Del Sarto (poema)"
  - "A Grammarian's Funeral"
  - "An Epistle Containing the Strange Medical Experience of Karshish, the Arab Physician"
- Dramatis Personae (1864) 
  - "Caliban upon Setebos"
  - "Rabbi Ben Ezra"
- The Ring and the Book (1868-1869)
- Balaustion's Adventure (1871)
- Prince Hohenstiel-Schwangau, Saviour of Society (1871)
- Fifine at the Fair (1872)
- Red Cotton Night-Cap Country, ou, Turf and Towers (1873)
- Aristophanes' Apology (1875)
- The Inn Album (1875)
- Pachiarotto, And How He Worked in Distemper (1876)
- The Agamemnon of Aeschylus (1877)
- La Saisiaz e The Two Poets of Croisic (1878)
- Dramatic Idyls (1879)
- Dramatic Idyls: Second Series (1880)
- Jocoseria (1883)
- Ferishtah's Fancies (1884)
- Parleyings with Certain People of Importance In Their Day (1887)
- Asolando: Facts and Fancies (1889)